# 綏和市
绥和市（越南语：／）是越南中南部富安省的省莅。绥和市是一个旅游城市，山上拥有占婆时期的寺庙。

## 地理
绥和市处在巴江下游的冲积平原上:42-43，巴江亦在该市东隅的沱演海口注入南海。该市东临南中国海，北接绥安县，西接富和县，南接东和市社。

## 历史
2002年1月31日，绥和市社以和安社、和胜社、和定东社、和定西社、和治社、和光社和和会社7社析置富和县。
2003年8月20日，平建社析置第九坊。
2005年1月5日，绥和市社改制为绥和市；绥安县安富社、绥和县富林市镇划归绥和市管辖；富林市镇改制为富林坊。
2007年12月3日，富林坊析置富盛坊和富东坊。
2013年3月11日，绥和市被评定为二级城市。
2024年9月28日，越南国会常务委员会通过决议，自2024年11月1日起，平玉社并入第一坊，第六坊并入第四坊，第九坊部分区域和第八坊并入第二坊，第九坊部分区域和第三坊并入第五坊。

## 行政区划
綏和市下辖9坊3社，市人民委员会位于第一坊。
- 第一坊（Phường 1）
- 第二坊（Phường 2）
- 第四坊（Phường 4）
- 第五坊（Phường 5）
- 第七坊（Phường 7）
- 第九坊（Phường 9）
- 富东坊（Phường Phú Đông）
- 富林坊（Phường Phú Lâm）
- 富盛坊（Phường Phú Thạnh）
- 安富社（Xã An Phú）
- 平建社（Xã Bình Kiến）
- 和建社（Xã Hoà Kiến）

## 交通
- 越南鐵路
  - 南北線：綏和站